# Mašan
Mašan je zrušená přírodní rezervace na Slovensku. Nacházela se v katastrálním území obce Virt v okrese Komárno v Nitranském kraji. Území bylo vyhlášeno v roce 1988 s rozlohou 2,16 hektaru. Přírodní rezervace byla k 15. září 2020 zrušena a nahrazena chráněným areálem Marcelovské piesky.